# Пастушок гвіанський
Пастушок гвіанський (Aramides axillaris) — вид журавлеподібних птахів родини пастушкових (Rallidae). Мешкає в Мексиці, Центральній і Південній Америці.

## Опис

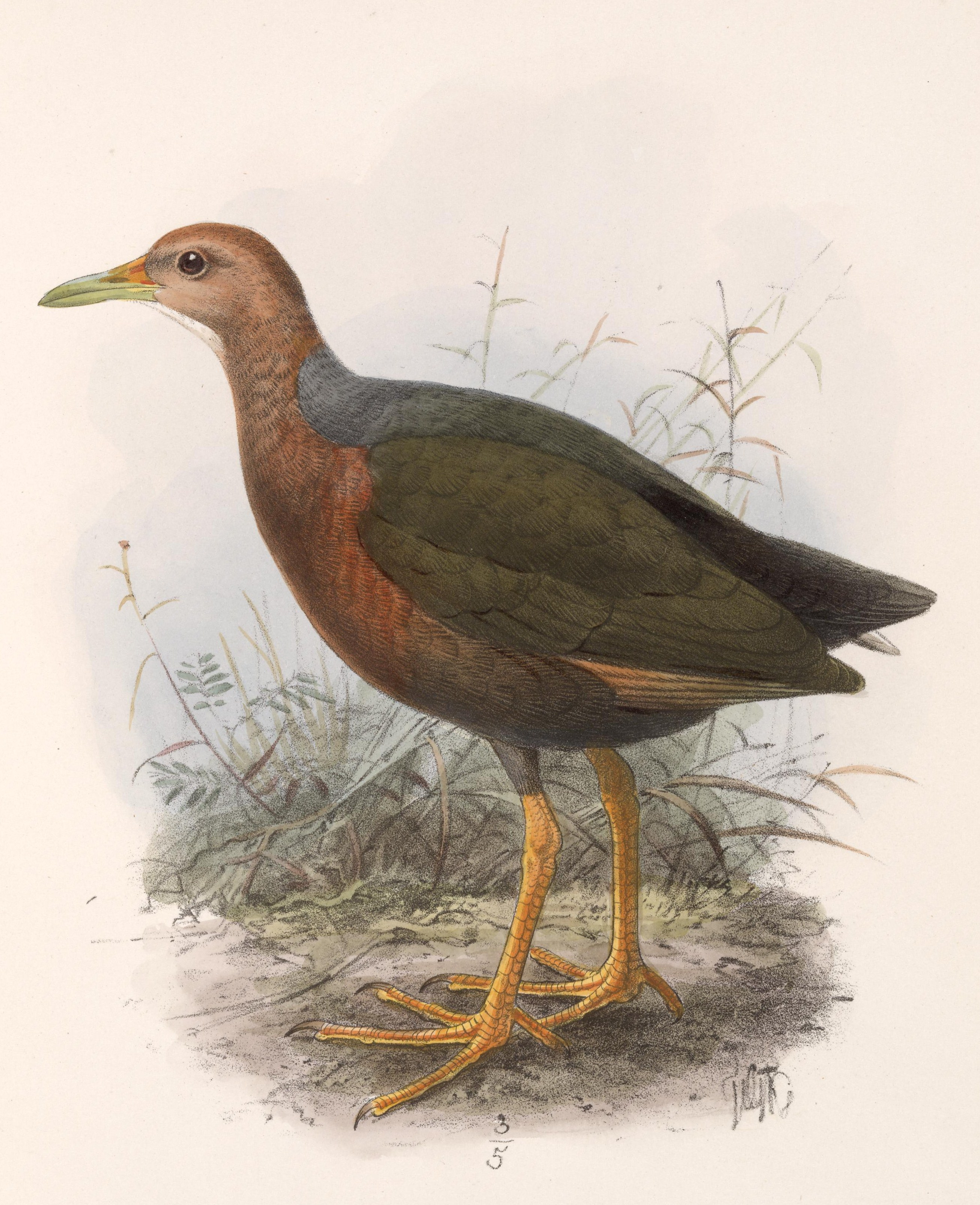
Гвіанський пастушок

Довжина птаха становить 33 см, вага 290 г. Голова, шия, груди і боки рудувато-коричневі, горло білувате, потилиця і верхня частина спини сизі, нижня частина спини оливково-бура, живіт, надхвістя і хвіст чорні, крила рудувато-коричневі. Дзьоб жовтувато-зелений, лапи червоні.

## Поширення і екологія
Гвіанські пастушки мешкають в прибережних районах Мексики (зокрема на острові Косумель), Гватемали, Белізу, Сальвадору, Гондурасу (зокрема на островах Іслас-де-ла-Байя), Нікарагуа, Коста-Рики, Панами, Колумбії, Еквадору, північно-західного Перу, Венесуели (зокрема на острові Ла-Тортуга), Гвіани, Суринаму і Французької Гвіани та на острові Тринідад. Вони живуть в мангрових лісах та в прибережних вологих і сухих тропічних лісах. Під час відпливів вони виходять на піщані мілини і пляжі, де шукають крабів, хоча далеко від лісу птахи не відходять. 